# 알바천국
알바천국은 2000년 2월에 개설된 대한민국의 아르바이트 구인구직 웹사이트(www.alba.co.kr)이다. 2016년 1월 대한민국 최초로 전자근로계약서를 도입하였으며, 같은 해 5월 기초고용질서 준수 공헌 고용노동부 장관 감사패를 수여받았다. 구인사와 구직자의 실질적인 권익보호를 위해 전자근로계약서, 무료노무상담, 면접비보상, 24시간 공고검수시스템등 솔루션을 제공하고 있으며, 구인구직자의 편의성을 높이기 위해 알바천국 맞춤알바앱, 알바천국앱 등 알바 전문 앱과 알바천국 모바일 웹을(m.alba.co.kr) 운영하고 있다.

## 광고
알바천국은 16년 5월 26일 "맞춤알바 앱" 광고를 출시하였다. 알바천국은 해당광고를 통해 수상안전요원 아르바이트생이 여성에게 인공호흡을 하는 장면을 그리면서 "하고싶은일 폼나게" 하는 아르바이트생 위상을 표현한다. 도전정신에 땀 흘리는 성실함을 바라던 아르바이트 위상을 "멋지고 당당하게, 우아하고 여유있게" 바꿔 나갈 알바천국 새 광고를 시작하였다. 광고에 자신에게 맞는 "수상구조" 일을 찾을 수 있다는 내용이 적혀있었는데, 특히 생명을 살리기 위하여 다급하게 인공호흡을 하면서 입맞춤을 연상하게 한다. 이에 "생명을 구하는 일을 경시하는 기분이 든다"라는 반응이다. 아울러 다른 일각에서는 청소년들 역시 알바천국을 이용하는데 이 광고는 아르바이트 위상을 낮출 수 있다는 우려를 표하였다. 이에 알바천국은 "기획의도와는 무관하다." 라고 하였고, 관계자 본지와 통화에서 "여름을 맞아 광고에 수상구조요원 역을 등장시킨 것이다. 단지 아르바이트생 위상을 높이자는 내용을 강조하기 위해 주제를 화보로 설정해 당당하고 멋진 느낌이 들도록 한 것이다" 라고 설명하였다.

## 같이 보기
- 고용노동부
- 알바몬